# How to Dress Well
How to Dress Well, de son nom civil Tom Krell  (né à Boulder, dans le Colorado), est un artiste multi-disciplinaire, auteur-compositeur-interprète et producteur américain. Il commence à sortir de la musique de manière indépendante sur son propre blog vers 2009 et via des labels comme Tri Angle, Lefse Records, Weird World, et finalement Domino Records plus tard dans sa carrière.

## Biographie
Krell est né à Boulder, dans le Colorado,. À partir de 2009, il commence à publier des EP gratuits sur son blog, sous le nom de How to Dress Well. Il publie six EP en six mois. Il ne dévoile ni son nom ni sa photo, mais la critique s'empare rapidement de la musique de Krell et le fait sortir de l'ombre.
Le premier album de How to Dress Well, Love Remains, sort en 2010 sur Lefse aux États-Unis et sur Tri Angle en Europe et en Asie. L'album rassemble le meilleur des premiers EP de Krell et est salué par la critique. Il reçoit une note de 8,7 et la mention « Best New Music » de la part du site de critique musicale Pitchfork. Stereogum reconnait How to Dress Well comme l'un des « 40 meilleurs groupes de 2010 ». Spin donne à l'album 8 étoiles sur 10, le qualifiant « d'aussi méditatif qu'évocateur... évoquant des souvenirs fracturés de Shai ou de TLC ».
En 2011, How to Dress Well sort l'EP Just Once, une suite de quatre morceau Suicide Dream accompagnées d'un quatuor à cordes. L'EP rassemble deux titres déjà sortis portant le nom de Suicide Dream, en ajoute un troisième portant le même titre et ajoute une nouvelle reprise de Decisions. L'ensemble est inspiré et dédié à un ami de Krell, qui est décédé. Limité à 1 000 exemplaires, l'édition en vinyle de 10 pouces donne 1 $ de chaque disque vendu à une association à but non lucratif qui travaille à la sensibilisation sur les maladies psychiques.
Après le succès de Love Remains, Krell signe un contrat avec Weird World Records, un label de Domino Records. Total Loss sort le 18 septembre 2012 en Amérique du Nord chez Acephale Records et dans le monde entier chez Weird World Records. Krell écrit l'album en une quinzaine de mois à Brooklyn, Chicago, Nashville et Londres. L'album reçoit une mention « Best New Music » de Pitchfork Media, où Ian Cohen écrit qu'il s'agit d'une « œuvre d'art poignante et dévastatrice ». Il est également nommé par Pitchfork comme l'un des « 50 meilleurs albums de 2012 ».
En avril 2014, How to Dress Well sort le premier single de son troisième album studio à venir, intitulé Repeat Pleasure L'album sort le 23 juin 2014 via Domino Records / Weird World Records et est bien accueilli par les critiques musicaux, obtenant un 8,8 et la désignation « Best New Music » par Pitchfork. Paste Magazine note que « Krell réussit à se livrer à ses tendances expérimentales tout en réalisant son son son le plus accessible à ce jour ».
Capitalisant sur le succès de What Is this Heart ?, How to Dress Well entame une tournée mondiale au printemps 2014. La tournée commence par des concerts en Europe et se poursuit aux États-Unis, au Canada, en Australie, en Nouvelle-Zélande et dans plusieurs villes d'Asie. L'artiste se produit dans un certain nombre de grands festivals européens, nord-américains et asiatiques, notamment le Flow Festival, le Hostess Club Weekender et le Pitchfork Music Festival.

## Discographie
- 2010 : Love Remains
- 2012 : Total Loss
- 2010 : What Is This Heart?[17]
- 2016 : Care
- 2018 : The Anteroom[18]
- 2024 : I Am Toward You[19]